# Gregory Hines
Gregory Oliver Hines (Nueva York, 14 de febrero de 1946-Los Ángeles, California, 9 de agosto de 2003) fue un actor, cantante, bailarín y coreógrafo estadounidense. Es uno de los bailarines de claqué (tap dance) más célebres de todos los tiempos. Como actor, es conocido por Wolfen (1981), The Cotton Club (1984), Noches de sol (1985), y Apunta, dispara... y corred (1986), The Gregory Hines Show (1997-1998), Ben en Will & Grace (1999-2000), y por dar voz a Big Bill en el programa de televisión infantil animado Nick Jr. de Pequeño Bill (1999-2004).
Hines protagonizó más de 40 películas y también actuó en Broadway. Recibió numerosos galardones, entre ellos un Daytime Emmy Award, un Drama Desk Award y un Tony Award, así como nominaciones para un Screen Actors Guild Award y cuatro Primetime Emmy Award.

## Biografía

### Primeros años
Hines nació en Nueva York el 14 de febrero de 1946, hijo de Alma Iola (Lawless) y Maurice Robert Hines, bailarín, músico y actor, y creció en el barrio Sugar Hill de Harlem. Comenzó a bailar tap dance cuando tenía dos años, y empezó a bailar semiprofesionalmente a los cinco. Después, él y su hermano mayor Maurice actuaron juntos, estudiando con el coreógrafo Henry LeTang.
Gregory y Maurice también estudiaron con bailarines de claqué veteranos como Howard Sims y The Nicholas Brothers cuando actuaban en los mismos locales. Los hermanos eran conocidos como The Hines Kids, y actuaban en clubes nocturnos de Miami, Florida, con Cab Calloway. Más tarde fueron conocidos como The Hines Brothers.
Cuando su padre se unió al grupo como batería, su nombre cambió de nuevo en 1963 a Hines, Hines, and Dad.

### Baile de claqué
Hines era un ávido improvisador de pasos de claqué, sonidos de claqué y ritmos de claqué por igual. Su improvisación era como la de un baterista, que hace un solo e inventa ritmos. También improvisaba el fraseo de algunos pasos de claqué, sobre todo para adaptarse al sonido que se desarrollaba. Bailarín relajado, solía llevar pantalones holgados y una camisa más ajustada.
Aunque heredó las raíces y la tradición del claqué rítmico negro, también promovió el nuevo claqué rítmico negro. «Borró los tempos a propósito», escribió la historiadora del claqué Sally Sommer, “lanzando una cascada de toques como guijarros tirados por el suelo”. En ese momento, alineó el claqué con los últimos experimentos de forma libre del jazz, la nueva música y la danza posmoderna». 
A lo largo de su carrera, Hines quiso y siguió siendo un defensor del claqué en Estados Unidos. Solicitó con éxito la creación del Día Nacional del Claqué en mayo de 1989, que ahora se celebra en cuarenta ciudades de Estados Unidos, así como en otras ocho naciones. Formó parte de la junta directiva de Manhattan Tap, fue miembro del Jazz Tap Ensemble y de la American Tap Dance Foundation, que antes se llamaba American Tap Dance Orchestra.
En 1989, creó y presentó un especial de la PBS llamado Gregory Hines' Tap Dance in America, en el que participaron varios bailarines de claqué como Savion Glover y Bunny Briggs.
En 1990, Hines visitó a su ídolo (y coprotagonista de Tap) Sammy Davis Jr., que se estaba muriendo de cáncer de garganta y no podía hablar. Tras la muerte de Davis, un emocionado Hines habló en el funeral de Davis de cómo Sammy le hizo un gesto, «como si le pasara una pelota de baloncesto... y yo la cogí». Hines habló del honor que supuso para Sammy que Hines pudiera continuar donde él lo había dejado.
A través de su enseñanza, influyó en bailarines de claqué como Savion Glover, Dianne Walker, Ted Levy y Jane Goldberg.En una entrevista con The New York Times' en 1988, Hines dijo que todo lo que hacía estaba influenciado por su baile: «mi forma de cantar, de actuar, de hacer el amor, de ser padre."

### Carrera
En 1975 y 1976, Hines cantó y tocó en una banda de rock llamada Severance, en Venice (California).
Severance fue una de las bandas estables de un original club musical llamado Honky Hoagies Handy Hangout (también conocido como 4H Club).
En 1986, cantó un dúo con Luther Vandross, titulado There's Nothing Better Than Love, que alcanzó la posición n.º 1 en las listas Billboard R&B.
Hines apareció en películas como
The Cotton Club,
White Nights,
Running Scared,
Tap y
Waiting to Exhale.
En televisión, protagonizó su propia serie en 1997, llamada The Gregory Hines Show.
También apareció en un rol recurrente en Will & Grace como Ben Doucette.
Hines hizo su debut en Broadway con su hermano en The Girl in Pink Tights en 1954.
Ganó nominaciones al premio Tony Award por
Eubie! (1979),
Comin' Uptown (1980) y
Sophisticated Ladies (1981).
Ganó el premio Tony y el Drama Desk Award por
Jelly's Last Jam (1992) 
y ganó el Theatre World Award por Eubie!.
Fue co presentador de la ceremonia de los premios Tony Awards en 1995 y 2002.
En 1990, Hines visitó a su ídolo, Sammy Davis, Jr., que estaba agonizando por un cáncer de garganta.
Luego de la muerte de Davis, Hines contó en el funeral que Davis, incapaz de hablar, le había hecho el gesto de pasarle una pelota «como si me tirara una bola de baloncesto... y yo hice el gesto de capturarla».
Hines se refirió al honor que suponía para él que Davis creyera que Hines podía continuar con el espectáculo cuando Davis no estuviera.

### Cine y televisión
En 1981, Hines debutó en el cine en la película de Mel Brooks Historia del mundo, Parte I', sustituyendo a Richard Pryor, que había sido elegido originalmente para el papel pero sufrió graves quemaduras pocos días antes de comenzar el rodaje. Madeline Kahn, también protagonista de la película, sugirió al director Mel Brooks que se fijara en Hines para el papel después de enterarse de la hospitalización de Pryor.  También apareció en la película de terror Wolfen ese mismo año.
El apogeo de Hines como actor se produjo a mediados de la década de 1980. Tuvo un papel importante en El Cotton Club (1984), donde él y su hermano Maurice (en su único crédito cinematográfico) interpretaban a un dúo de claqué de los años 30 que recordaba a los Nicholas Brothers. Hines coprotagonizó con Mikhail Baryshnikov la película de 1985 Noches blancas, y coprotagonizó con Billy Crystal la película de 1986 buddy cop film Running Scared]. Protagonizó la película de 1989 Tap] junto a Sammy Davis Jr. (en la última actuación de Davis en la pantalla). Apareció junto a Whitney Houston y Loretta Devine en la exitosa película de 1995 Waiting to Exhale'] y al año siguiente junto a Houston, Denzel Washington y Courtney B. Vance en The Preacher's Wife'. En televisión, protagonizó su propia comedia en 1997, The Gregory Hines Show'], que se emitió durante una temporada en CBS, y tuvo un papel recurrente de Ben Doucette en Will & Grace.
En una entrevista de 1987, Hines dijo que a menudo buscaba papeles escritos para actores blancos, "prefiriendo su mayor alcance y dinámica." De su papel en Running Scared, por ejemplo, dijo que le gustaba que su personaje tuviera escenas de sexo, porque "normalmente, el negro no tiene nada de sexualidad"
Hines protagonizó la película de 1998 The Tic Code. Puso voz a Big Bill en la serie infantil de animación del canal Nick Jr Little Bill, que se emitió de 1999 a 2004. Ganó el Daytime Emmy Award for Outstanding Performer in an Animated Program por este papel en 2003.

## Vida personal
Los matrimonios de Hines con Patricia Panella y Pamela Koslow terminaron en divorcio. Tuvo una hija, Daria, con Panella, y un hijo, Zachary, con Koslow. Durante los últimos tres años de su vida, estuvo comprometido con la culturista Negrita Jayde, que residía en Toronto.

## Fallecimiento
Hines falleció el 9 de agosto de 2003 de cáncer de hígado en Los Ángeles.
En ese momento estaba comprometido con Negrita Jayde. Le sobrevivieron, además de su prometida Jayde, sus hijos Daria y Zachary, su ex hijastra Jessica y su nieto Lucian.
Está enterrado en el cementerio Saint Volodymyr's Ukrainian Catholic Cemetery, en Oakville (Ontario).

## Premios y nominaciones

### Premios
- 1979: Theatre World Award: Eubie!
- 1992: Tony Award for Best Actor in a Musical: Jelly's Last Jam
- 1992: Drama Desk Award Outstanding Actor in a Musical: Jelly's Last Jam
- 1988: Image Awards Outstanding Lead Actor in a Motion Picture: Running Scared
- 1999: Daytime Emmy Award for Outstanding Performer in an Animated Program: Little Bill
- 2002: Image Awards Outstanding Actor in a Television Movie, Mini-Series or Dramatic Special: Bojangles

### Nominaciones
- 1979: Tony Award for Best Featured Actor in a Musical: Eubie!
- 1980: Tony Award for Best Actor in a Musical: Comin' Uptown
- 1981: Tony Award for Best Actor in a Musical: Sophisticated Ladies
- 1982: Emmy Award for Outstanding Individual Achievement: Special Class: I Love Liberty
- 1985: Emmy Award for Outstanding Individual Performance in a Variety or Music Program: Motown Returns to the Apollo
- 1989: Emmy Award for Outstanding Variety, Music or Comedy Program: Tap Dance in America
- 1992: Drama Desk Award Outstanding Choreography: Jelly's Last Jam
- 1992: Tony Award for Best Choreography: Jelly's Last Jam
- 1995: Image Awards Outstanding Lead Actor in a Motion Picture: Waiting to Exhale
- 1998: American Comedy Awards Funniest Male Guest Appearance in a TV Series: Will & Grace
- 1998: Image Awards Outstanding Lead Actor in a Comedy Series: The Gregory Hines Show
- 2001: Black Reel Awards Network/Cable Best Actor: Bojangles
- 2001: Emmy Award for Outstanding Lead Actor in a Miniseries or a Movie: Bojangles
- 2001: Screen Actors Guild Award for Outstanding Performance by a Male Actor in a Television Movie or Miniseries: Bojangles
- 2002: Daytime Emmy Award for Outstanding Performer in a Children's Special: The Red Sneakers
- 2002: Daytime Emmy Award for Outstanding Performer in an Animated Program: The Red Sneakers

## Filmografía
| - 1981: History of the World: Part I. - 1981: Wolfen. - 1983: El contrato del siglo. - 1984: The Muppets Take Manhattan. - 1985: The Cotton Club. - 1985: White Nights. - 1985: Faerie Tale Theatre: "Puss in Boots". - 1985: Cuentos asombrosos “El asombroso Falsworth” - 1986: Running Scared. - 1988: Off Limits. - 1989: Tap. - 1991: Eve of Destruction. - 1991: A Rage in Harlem. - 1994: Kangaroo Court. - 1994: Renaissance Man. | - 1994: Dead Air. - 1995: Waiting to Exhale. - 1996: Good Luck. - 1996: Mad Dog Time. - 1996: The Preacher's Wife. - 1996: The Cherokee Kid - 1997: Subway Stories: Tales From the Underground. - 1999: The Tic Code. - 1990: Things You Can Tell Just by Looking at Her. - 2000: Once in the Life. - 2000: Will & Grace (TV). - 2001: Bojangles. - 2002: Venice: Lost and Found. - 2003: The Root. - 2004: Keeping Time: The Life, Music & Photography of Milt Hinton. |